# Айтхожин Мурат Абенович
Айтхожин Мурат Абенович (нар. 29 червня 1939 Петропавловськ, Казахська РСР — пом. 19 грудня 1987, Алма-Ата, Казахська РСР) — фахівець в галузі молекулярної біології та біохімії, академік Академії наук Казахської РСР (1983), доктор біологічних наук (1977), професор (1980), лауреат Ленінської премії (1976), учень академіка О. С. Спіріна.
У 1962 році закінчив Казахський державний університет імені С. М. Кірова, в 1965 році — аспірантуру Московського державного університету імені М. В. Ломоносова.
У 1965—1967 роках працював молодшим науковим співробітником, в 1967—1969 роках старшим науковим співробітником Інституту ботаніки Академії наук КазРСР.
У 1969—1978 роках — завідувач лабораторією, в 1978—1983 роках — директор Інституту ботаніки Академії наук КазРСР. У 1983—1987 роках — директор Інституту молекулярної біології та біохімії АН КазРСР.
У 1986—1987 роках — президент Академії наук Казахської РСР.

## Родина
Мурат Айтхожин народився в багатодітній родині. Його брати і сестри також стали відомими знаменитими особистостями. Серед них:
- Нагіма Айтхожина — казахська науковиця в галузі молекулярної біології, молекулярної генетики, медичної генетики та біотехнології, доктор біологічних наук, професор, академік та президент Національної академії наук Республіки Казахстан (1999—2002).
- Наріман Айтхожин — фахівець в галузі радіоприладобудування, один з творців протиракетних систем СРСР.
- Сабір Айтхожин — науковець в галузі створення нових напівпровідників і транзисторів.
- Назіра Айтхожина — доктор біологічних наук, гауковиця в галузі вивчення фітопатогенних мікроорганізмів.
- Марат Айтхожин — геолог.